# Кавадарска българска община
Кавадарската българска община е гражданско-църковно сдружение на българите екзархисти в централния тиквешки град Кавадарци. Нейно задължение е поддръжката на българските училища, читалище и църкви, както и заплатите на учителите в града.

## История
В града никога не е имало гръцко училище и в църквите винаги се е чело на български. В 1870 година в градчето е формирана българска църковна община, която се бори и с плъзналата в Тиквеш униатска пропаганда. Дълги години председател на общината е Андон Попкамчев.
В 80-те години на XIX век председател на общината е поп Ангел.
През 1894 година председател на общината е Христо Телятинов, като в края на годината е заменен от отец Методий Щерев. По това време двете главни села в Тиквешко – Неготино и Ваташа, имат претенции да основат самостоятелни общини, но включването на стареите им в новото управление, ги разубеждава. В 1894/1895 година главен учител в първокласното българско училище в града е Григор Попдимитров.
Българското просветно дело в града се развива възходящо. През 1901 година броят на учениците е 236, а през 1906 година – 364. Общият бюджет за издръжка на училищата е 25875 гроша за заплати на учителите, от които Екзархията поема 17200, а останалите общината. Главен учител е Христо Кръстев от Радовиш, който е завършил Кюстендилското педагогическо училище и е следвал две години педагогика в Йена, Германия. Учителският колектив се състои от 6 учители – всичките родом от Македония – Велес, Ваташа, Неготино. Повечето са завършили Солунската българска гимназия.
От 15 септември 1905 година до 1 март 1907 година председател на общината е отец Григорий Попдимитров, който е напълно признат от властите и като редовен член с право на глас присъства на заседанията на околийския съвет при каймакамина.
Към 1913 година, по време на Тиквешкото въстание, председател на общината е свещеник Григорий Фотев.

## Председатели
- Андон Попкамчев (1870 – ?)
- поп Ангел (1880-те)
- Христо Телятинов (? – 1894)
- отец Методий Щерев (1894 – ?)
- отец Григорий Попдимитров (1905 – 1907)
- свещеник Григорий Фотев (? – 1913)